# متحف الآثار بجامعة الملك سعود
متحف الآثار بجامعة الملك سعود أحد المتاحف التاريخية الموجودة في مدينة الرياض. تأسس في العام 1387 هـ 1967 من قبل جامعة الملك سعود.

## تاريخ المتحف
تأسس هذا المتحف في داخل جامعة الملك سعود عام 1378 هـ وكان في بداية انشائه لا تُعرض به سوي المقتنيات القديمة والتي تُجمع خلال الرحلات العليمة التي تُنظم إلى المواقع الأثرية في المملكة العربية السعودية، وهو جزء من نشاط جمعية الآثار والتاريخ بقسم التاريخ، وفي فترة من الفترات صار المتحف تابع لقسم الآثار عندما أنشأوا قسم الآثار والمتاحف بكلية الآداب عام 139-1398هـ.
وتكونت بعد ذلك المجموعة المعروضة في المتحف التي تتمثل في القطع الآثرية التي تجمع من خلال الرحلات العلمية للمواقع الأثرية والمكتشفات الأثرية التي تمت بواسطة منسوبي القسم في موقعي الفاو والربذة، وأيضاً من خلال بعض التبرعات للقطع الأثرية.
وقد اعتمد في بداية افتتاحه على بعض القطع الأثرية التي تم جمعها خلال الرحلات العلمية لبعض المواقع الأثرية في المملكة العربية السعودية، كما كانت مقتنياته في ذلك الوقت أيضاً تضم مجموعات أخرى كان يتم الحصول عليها عن طريق الشراء أو الإهداء والتبرعات من بعض الأشخاص ذوي الاهتمام بالآثار. وهو يقع في مدينة الرياض  في الدور الآرضي لمبنى كلية الآداب بطريق الأمير عبد الله، ويعتبر المتحف تابعاً للقسم الحديث من حيث إدارته وتطويره والإشراف عليه.
ويوجد داخل القسم قاعة تبلغ مساحتها حوالي 18× 20م، كما زود المتحف بكوادر فنية مجهزه علي أعلي مستوي ومتخصصة في مجالات علم الآثار، والصيانة والمتاحف والعرض المتحفي.
وفي عام 1398 هـ أنشيء قسم الآثار والمتاحف بجامعة الملك سعود فأصبح المتحف تابعا للقسم من حيث إدارته، وتطويره والإشراف عليه، وقد أعدت له داخل القسم قاعة مساحتها 360 متر في ضوء الحيز المكاني المتاح، وزود المتحف بكوادر فنية مؤهلة ومتخصصة في مجالات علم الآثار والمتاحف، والصيانة والعرض المتحفي، وتضم مقتنياته في الوقت الحالي مجموعات كثيرة من المعثورات التي قام قسم الآثار والمتاحف بالكشف عنها خلال العقدين الماضيين من موقعي قرية الفاو وموقع الربذة العائد للفترة الإسلامية المبكرة، بالإضافة إلى مجموعات قيمة ونادرة من المسكوكات القديمة والإسلامية التي قام بإهدائها إلى الجامعة الأمير سلطان بن عبد العزيز.

## أقسام المتحف
الهدف الرئيسي من إنشاء هذا المتحف هو تدريب طلاب قسم الآثار علي مختلف الفروع الآثار والعرض والتنظيم المتحفي بالإضافة إلي ترميم وصيانة المقتنيات الأثرية.
بينما ينقسم المتحف إلي قسمين؛ القسم الأول وهو قسم معروضات الفاو: تتميز المعروضات التي تنعرض في هذا القسم بأنها من آثار قرية الفاو التي تم العثور عليها أثناء مواسم الحفر المتعددة، وهي تتمثل في النقوش والرسوم الصخرية  والأواني الفخارية والمعادن والحلي وغيرها. أما القسم الثاني الذي يسمي قسم معروضات الربذهة فهو يضم مقتنيات آثرية من مواقع الربذة الإسلامي مثل قطع العملة والأواني الفخارية وغيره.

## أهداف المتحف
المساهمة في إبراز جوانب من آثار المملكة العربية السعودية وتاريخها  من أقدم العصور، وتدريب كافة الطلاب علمياً ونظرياً علي أحدث أساليب العرض المتحفي، بالإضافة إلي انه يهيئ المجال للدارسين والباحثين لإجراء المزيد من الدراسات الأثرية والتاريخية، يعمل علي تعميق مفهوم الارتباط بالجذور ونشر المعرفة والوعي الثقافي، وتعريف المواطنين والزوار بإسهامات جامعة الملك سعود الرائدة في مجال الآثار وكيفية المحافظة عليها، والمساهمة في الارتقاء بالفن والإحساس بالجمال  والتربية الوطنية للنشء.
وهو مصمم لكي ينمي مجال الاذدهار الثقافي، بالإضافة إلي توسيع قنوات اتصاله بالمواطنين، ويعتبر المتحف أكثر اتساقاً مع مقومات ثقافتنا عن المتاحف الأخرى لأنه يحظي علي مراجعة في فلسفته وأهدافه بين الحين والآخر.